# Ramón González Sánchez
Ramón González Sánchez (Viator, 1982) es Doctor Ingeniero en Robótica, ingeniero informático, e investigador español.

## Biografía
Hijo de una familia de ganaderos, Ramón González, el humilde, es ingeniero informático y está doctorado en robótica por la Universidad de Almería. Fue profesor de la universidad almeriense y de la Universidad de Zaragoza antes de dedicarse a la investigación. Con experiencia en el campo de los sistemas automáticos de robots móviles y vehículos autónomos, después de desarrollar en un proyecto de investigación financiado por la Agencia Espacial Europea (ESA), trabaja desde septiembre de 2014 como investigador en el grupo de Movilidad Robótica del Instituto Tecnológico de Massachussets, donde colabora con dos proyectos de la NASA, uno orientado a desarrollar técnicas que permitan en determinadas circunstancias críticas el desplazamientos de vehículos en zonas arenosas o deslizantes en misiones de exploración a Marte y a la Luna, y otro, en el mismo escenario, que establezca sistemas de anclaje a los vehículos en pendientes muy pronunciadas; también impulsa la elaboración de un software de simulación de vehículos militares para la OTAN.
Ramón González es autor del libro ¿Innovar o morir?, ésa es la cuestión, obra de divulgación científica en la que rinde homenaje a los investigadores anónimos y subraya la incidencia de los avances científicos en la vida cotidiana, así como de otro dirigido al público infantil, Hasta las estrellas y más allá, ilustrado por los propios niños. También es autor del libro "Innovar es la respuesta -¿las personas?- la solución".

## Premios y Distinciones
- En 2017 fue galardonado con la Medalla de Andalucía.[2]

- En 2019 recibió la medalla de la Real Academia de Ingeniería de España.

- En 2022 fue distinguido como Hijo Predilecto de Viator, su localidad natal.